# Sidamo jezik
Sidamo jezik (sidaamu afoo, sidaminya, sidámo ’afó; ISO 639-3: sid), jedan od najznačajnih kušitskih jezika kojim govori 2 900 000 pripadnika naroda Sidamo (2005 SIL) u jugozapadnoj Etiopiji. 
Narod Sidamo naziva ga sidaamu afoo, dok je amharski naziv za njega sidaminya. Pripada brdskoj istočnokušitskoj podskupini a piše se etiopskim pismom.

## Vanjske poveznice
- Ethnologue (14th)
- Ethnologue (15th)